# Именно пространство
Именното пространство (на английски: Namespace) представлява контейнер, съдържащ набор от идентификатори (имена), и осигурява пояснение на омонимните идентификатори, които се намират в различни именни пространства. Именните пространства обикновено обединяват имената, базирайки се на функционалността им.

## Система на именуване
Името в едно именно пространство се състои от именен идентификатор и локално име. Обикновено именното пространство се добавя към локалното име като представка.
Във следната ABNF (Backus-Naur Form) форма:
```
name
 
=
 
<
namespace
 
identifier
>
 
separator
 
<
local
 
name
>

```

### Примери
| Контекст                    | Идентификатор                                           | Именен идентификатор                          | Локално име                  |
| --------------------------- | ------------------------------------------------------- | --------------------------------------------- | ---------------------------- |
| Path                        | /home/user/readme.txt                                   | /home/user (path)                             | readme.txt (file name)       |
| Domain name                 | www.example.com                                         | example.com (domain)                          | www (host name)              |
| C++                         | std::array                                              | std                                           | array                        |
| UN/LOCODE                   | US NYC                                                  | US (country)                                  | NYC (locality)               |
| XML                         | xmlns:xhtml="http://www.w3.org/1999/xhtml" <xhtml:body> | http://www.w3.org/1999/xhtml                  | body                         |
| Uniform resource name (URN) | urn:nbn:fi-fe19991055                                   | urn:nbn (National Bibliography Numbers)       | fi-fe19991055                |
| Handle System               | 10.1000/182                                             | 10 (Handle naming authority)                  | 1000/182 (Handle local name) |
| Digital object identifier   | 10.1000/182                                             | 10.1000 (publisher)                           | 182 (publication)            |
| MAC address                 | 01-23-45-67-89-ab                                       | 01-23-45 (organizationally unique identifier) | 67-89-ab (NIC specific)      |
| PCI ID                      | 1234 abcd                                               | 1234 (Vendor ID)                              | abcd (Device ID)             |
| USB VID/PID                 | 2341 003f                                               | 2341 (vendor ID)                              | 003f (product ID)            |

### Именни пространства в езика C#
Именните пространства са широко използвани в езика C#. Всички класове в средата за програмиране .NET (.NET Framework) са организирани в именни пространства, за да се използват по предназначение, без да настъпи объркване. Освен това, програмистите много често създават собствени именни пространства като по този начин организират по-добре работата си и избягват дублиране на имена. Когато използваме даден клас, той трябва да съдържа и именното пространство, в което се намира,
```
System
.
Console
.
WriteLine
(
"Hello World!"
);

int
 
i
 
=
 
System
.
Convert
.
ToInt32
(
"123"
);

```

или се добавя using последвано от именното пространство, което се използва, по този начин се избягва пълното изписване на името на класа.
```
using
 
System
;

.

.

.

Console
.
WriteLine
(
"Hello World!"
);

int
 
i
 
=
 
Convert
.
ToInt32
(
"123"
);

```

В горните примери, System представлява именно пространство, а Console и Convert са класове, намиращи се в него.
В следващия пример се вижда елементарно приложение на именно пространство, в което се намират три класа:
```
using
 
System
;

using
 
WikiArticle
;

namespace
 
WikiArticle

{

    
class
 
First

    
{

        
public
 
void
 
WriteSomething
()

        
{

            
Console
.
WriteLine
(
"Wikipedia"
);

        
}

    
}

    
class
 
Second

    
{

        
public
 
void
 
Language
()

        
{

            
Console
.
WriteLine
(
"CSharp"
);

        
}

    
}

}

namespace
 
Performance

{

    
class
 
Program

    
{

        
static
 
void
 
Main
(
string
[]
 
args
)

        
{

            
First
 
something
 
=
 
new
 
First
();

            
something
.
WriteSomething
();

            
Second
 
codingLanguage
 
=
 
new
 
Second
();

            
codingLanguage
.
Language
();

        
}

    
}

}

```

### Именни пространства в езика C++
В C++ именно пространство се дефинира с именен блок.
```
namespace
 
abc
 
{

 
int
 
bar
;

}

```

В този блок, идентификаторите се използват точно както са декларирани. Извън него, пространствения спецификатор трябва да бъде използван с представка. Например, извън именното пространство abc, bar трябва да се изпише abc::bar, за да се осигури достъп до него. Езикът C++ поддържа друга конструкция, която улеснява програмиста. Чрез добавянето на реда
```
using
 
namespace
 
bcd
;

```

към кода, представката bcd:: не е нужна.
Код, който не е изрично деклариран в именно пространство, по подразбиране се намира в глобалното именно пространство.
Класифицирането по именни пространства в C++ е йерархично. Например, ако разгледаме именното пространство храна::супа, идентификаторът пиле се отнася до храна::супа::пиле. Ако храна::супа::пиле не съществува, тогава се отнася до храна::пиле. Ако нито храна::супа::пиле, нито храна::пиле съществуват, тогава пиле се отнася до ::пиле, идентификатор в глобалното именно пространство.
Именните пространства в C++ най-често се използват, за да се избегнат т.нар „сблъсъци“ при именуване. въпреки че именните пространства са широко използвани в този език, по-старите програми, които са писани на него, не ползват тази негова функционалност. Например, цялата стандартна библиотека на C++(standard library) е дефинирана в namespace std, но преди стандартизацията много от компонентите ѝ се намират в глобалното именно пространство.
Следният пример демонстрира употребата на именни пространства в C++:
```
#include
 
<iostream>

using
 
namespace
 
std
;

// first namespace

namespace
 
first_space

{

   
void
 
functionOne
()

   
{

      
cout
 
<<
 
"Inside first_space"
 
<<
 
endl
;

   
}

}

// second namespace

namespace
 
second_space

{

  
class
 
Example

  
{

    
public
:

    
static
 
void
 
functionTwo
()

    
{

      
cout
 
<<
 
"Inside second_space"
 
<<
 
endl
;

    
}

  
};

}

int
 
main
 
()

{

   
// Calls function from first namespace.

   
first_space
::
functionOne
();

   
// Calls function from second namespace.

   
second_space
::
Example
::
functionTwo
();

   
return
 
0
;

}

```

### Пакет (package) в езика Java
В Java, идеята за именно пространство е пренесена в пакети(packages). Целият код представлява част от пакет, въпреки че изричното му посочване не е задължително. Достъпът до код от други пакети се осъществява чрез използването на името на пакета като представка пред съответния идентификатор, например класът String в пакета java.lang може да бъде извикан като: java.lang.String(тази конструкция представлява цялото име на даден клас). Подобно на C++, Java предлага конструкция, която прави ненужно изписването името на пакета.
Въпреки това, определени функции (като отражението) изискват от програмиста да използва пълната конструкция при извикването им. За разлика от C++, в Java именните пространства не са подредени йерархично по отношение на синтаксиса на езика. Въпреки това, именуването на пакетите е йерархично. Например, всички пакети започващи с java са част от платформата на езика – пакетът java.lang съдържа основните класове в Java и пакетът java.lang.reflect съдържа основните класове се отнасят конкретно за отражението.
В Java(както и Ada, C# и др.), именните пространства/пакетите изразяват семантични категории код. Например, в C# именното пространство System съдържа код, осигурен от .NET Framework.
Колко специфични са тези категории и от колко задълбочена йерархия са част, е различно при различните езици.
Обхватът на функция или клас може да се разглежда като скрито именно пространство, в което имената са неразривно свързани откъм видимост, достъпност и живот на обекта.
В този пример виждаме как се дефинира и използва пакет в Java:
Дефинирането се осъществява по следния начин:
```
package
 
animals
;

interface
 
Animal

{

   
public
 
void
 
eat
();

   
public
 
void
 
travel
();

}

```

А това е изпълнението (имплементацията):
```
package
 
animals
;

/* File name : MammalInt.java */

public
 
class
 
MammalInt
 
implements
 
Animal

{

   
public
 
void
 
eat
()

   
{

      
System
.
out
.
println
(
"Mammal eats"
);

   
}

   
public
 
void
 
travel
()

   
{

      
System
.
out
.
println
(
"Mammal travels"
);

   
}

   
public
 
int
 
noOfLegs
()

   
{

      
return
 
0
;

   
}

   
public
 
static
 
void
 
main
(
String
 
args
[]
)

   
{

      
MammalInt
 
m
 
=
 
new
 
MammalInt
();

      
m
.
eat
();

      
m
.
travel
();

   
}

}

```